# Réseaux de la jeunesse méditerranéenne
 (novembre 2022).

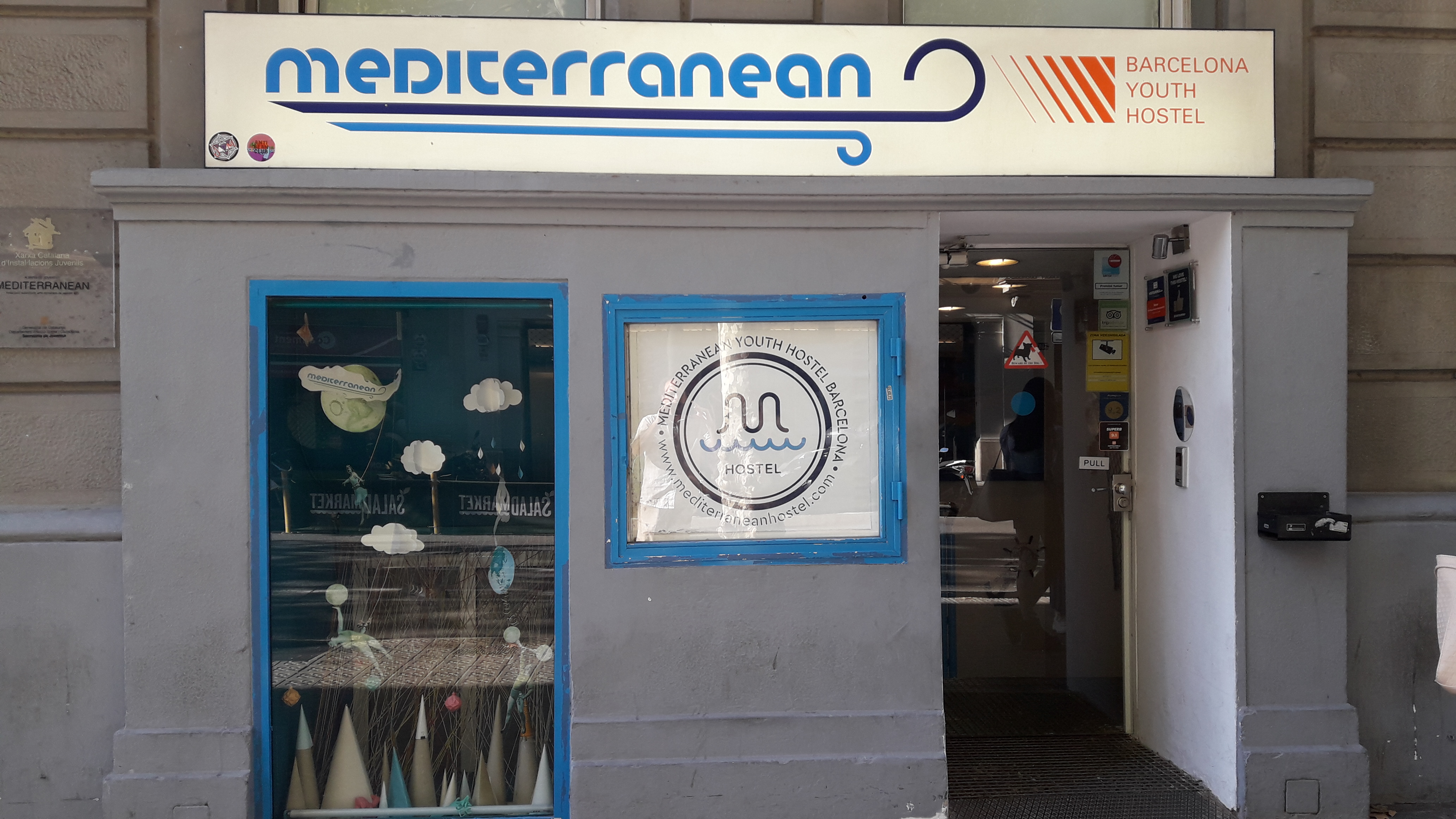
Jeunesse méditerranéenne.

Les réseaux de la jeunesse méditerranéenne est un ancien projet de trois ans mis en œuvre par l'UNESCO en 2014-2017 et financé par l'Union Européenne pour les jeunes de la région méditerranéenne de l'Europe.

## Objectif
Les réseaux de la jeunesse méditerranéenne ont pour objectif d'améliorer l'emploi des jeunes et la participation civique des jeunes en habilitant les organisations de jeunesse à traiter avec les gouvernements nationaux, les médias nationaux et les médias régionaux,.

## Bénéficiaires
- Organisations de jeunesse de 10 pays des bassins oriental et occidental de la mer Méditerranée ;
- Acteurs de la jeunesse, du développement des compétences et de l'emploi (ministères, institutions publiques, partenaires sociaux, etc.) ;
- Professionnels des médias, journalistes citoyens et blogueurs[1],[3],[2],[4].

## Raison
Le projet est venu en réponse aux défis communs partagés par les pays du sud de la Méditerranée liés à l'inclusion sociale des jeunes. Ceux-ci incluent, entre autres, le désintérêt pour l'engagement civique ; une représentation insuffisante dans les sphères publiques et politiques, ainsi que dans les médias grand public ; un chômage élevé et une participation particulièrement faible des femmes au marché du travail,,,,.

## Domaines d'intervention
- Cartographie dynamique des organisations de jeunesse ;
- Groupes de travail consultatifs nationaux sur des thèmes clés : politique publique de la jeunesse, jeunesse et médias, jeunesse et emploi ;
- Analyse de la situation des jeunes et des acteurs nationaux, y compris les cadres juridiques et politiques ;
- Renforcement des capacités des organisations de jeunesse et des ministères ;
- Formulation et plaidoyer pour des plans d'action nationaux sur la jeunesse ;
- Surveillance de la représentation des jeunes dans les médias et enquête sur l'opinion des jeunes sur les médias ;
- Actions de sensibilisation favorisant une couverture médiatique adaptée aux jeunes, inclusive, objective et équitable ;
- Formations et ressources pour promouvoir la liberté d'expression, l'éducation aux médias et à l'information, la production de contenu médiatique par les jeunes ;
- Renforcement des capacités des jeunes journalistes, blogueurs et journalistes citoyens ;
- Rapports nationaux et régionaux d'analyse de la situation sur le marché du travail, la transition des jeunes et les défis liés à la disponibilité des données ;
- Développement d'outils d'anticipation des compétences en étroite collaboration avec les acteurs nationaux ;
- Renforcement des capacités des organisations de jeunesse pour une meilleure implication des jeunes dans la conception de politiques fondées sur des données probantes[1],[2],[7].